# Matchless Model 8B
Het Matchless Model 8B was een motorfiets die het Britse merk Matchless produceerde in 1914 en 1915. Er waren twee uitvoeringen: het Model 8B en het Model 8B/2.

## Voorgeschiedenis
Matchless was in 1878 opgericht als rijwielfabriek door Henry Herbert Collier. In 1899 begon Collier te experimenteren met clip-on motoren van De Dion, die hij eerst boven het voorwiel, later onder het zadel en uiteindelijk bij de trapperas monteerde. In de loop van de jaren nul werd een flink aantal motorfietsmodellen gebouwd, altijd met inbouwmotoren van andere bedrijven, zoals MMC, MAG, Antoine, White & Poppe en vooral JAP. Collier's zoons Harry (1884) en Charlie (1885) kwamen al op jonge leeftijd in het bedrijf en zorgden voor veel reclame in de motorsport. Zij waren de mede-initiatiefnemers van de Isle of Man TT, die ze beiden (Charlie 2x en Harry 1x) wisten te winnen met motorfietsen uit het eigen bedrijf. Rond 1909 waren ze ook al betrokken bij de ontwikkeling van nieuwe modellen, waaronder hun eigen racemotoren. In 1912 ontwikkelden de broers al hun eigen motorblokken voor de lichtere klassen. De zwaardere machines die vooral als zijspantrekkers bedoeld waren, kregen 770cc-zijklep-V-twins die ingekocht werden bij John A. Prestwich in Tottenham. 

## Modellen 8B en 8B/2
Met het Model 8B sloegen de gebroeders Collier een heel nieuwe weg in. De machine was voorzien van een Zwitserse kop/zijklepmotor van MAG in Genève. Een kop/zijklepmotor was feitelijk niets nieuws. Het was zelfs de oudste vorm van motoren die rond de eeuwwisseling al gangbaar waren. Toen was de inlaatklep echter nog uitgevoerd als snuffelklep, automatisch werkend op de onderdruk in de cilinder, waardoor hoge toerentallen niet mogelijk waren. Bij de MAG-motor waren de inlaatkleppen echter gecommandeerd door lange stoterstangen, waardoor dit probleem was opgelost. Charlie Collier had een dergelijke motor zelfs al omgebouwd tot racer voor het Brooklandscircuit, waarbij hij elke cilinder vier kopkleppen had gegeven. De grootste verandering zat echter in de aandrijflijn. Het voorgaande Model 7 had nog directe riemaandrijving vanaf de krukas, zonder versnellingsbak. Vanwege het grote koppel en het gewicht van het zijspan was de riem dubbel uitgevoerd en om toch nog te kunnen schakelen had de machine een tweeversnellingsnaaf in het achterwiel. Het Model 8B kreeg volledige kettingaandrijving en voor het eerst ook een primaire transmissie vanwege de toevoeging van een drieversnellingsbak. 
Voor het zijspangebruik kende deze bak een hoge en een lage gearing. Daarvoor had de versnellingsbak twee uitgaande assen: aan de rechterkant dreef deze een ketting aan voor de drie versnellingen in de lage gearing, aan de linkerkant een ketting voor de drie versnellingen in de hoge gearing. Alle kettingen waren omkapseld door kettingkasten. Dit Model 8B/2, uitsluitend als zijspantrekker leverbaar, had uitwisselbare wielen zodat het reservewiel rondom gebruikt kon worden. Het zijspanwiel was door twee schroefveren afgeveerd, ook al een vernieuwing omdat tot dat moment bladveren werden gebruikt. Aan de motorfietszijde van het zijspan was ruimte gelaten voor het meenemen van een benzinecan. Ook het gebruik van carbidlampen was niet meer nodig. De machine kon worden voorzien van de nieuwe Lucas-elektrische verlichting. 
Door het uitbreken van de Eerste Wereldoorlog moest de productie worden gestaakt. Matchless kreeg geen regeringsopdrachten voor de productie van militaire motorfietsen, hoewel er wel enkele prototypen werden gemaakt, zoals het Matchless War Model. In plaats daarvan maakte men munitie en vliegtuigonderdelen. 
Na de oorlog kon Matchless meteen weer motorfietsen leveren met de ervaringen met de modellen 8B en 8B/s als basis. Zo ontstond het Model H.